# La Villedieu, Charente-Maritime

La Villedieu este o comună în departamentul Charente-Maritime, Franța. În 2009 avea o populație de 224 de locuitori.